# Isabel Valera
Isabel Valera (* 1985 in Murcia, Spanien) ist eine spanische Informatikerin und Professorin an der Universität des Saarlandes. Ihr Forschungsschwerpunkt liegt im Bereich maschinelles Lernen und dort insbesondere auf Transparenz und Fairness.

## Werdegang
Valera studierte zunächst Elektrotechnik und Kommunikation an der Technical University of Cartagena und im Anschluss Medieninformatik an der Universidad Carlos III de Madrid, wo sie 2012 mit einem Master abschloss und 2014 auch promovierte mit einer Arbeit im Bereich maschinelles Lernen. Nach ihrer Promotion hatte Valera verschiedene akademische Positionen an Max-Planck-Instituten inne. Von 2015 bis 2017 war sie zunächst mit einem Stipendium der Alexander-von-Humboldt-Stiftung als Postdoktorandin am Max-Planck-Institut für Softwaresysteme in Kaiserslautern tätig, bevor sie im Jahr 2017 die Leitung der Forschungsgruppe Probabilistic Learning am Max-Planck-Institut für Intelligente Systeme in Tübingen übernahm. Im April 2020 wurde Valera als Professorin für maschinelles Lernen an die Universität des Saarlandes berufen. Seit Ende des Jahres 2022 hat Valera die Leitung der Forschungsgruppe Probabilistic Learning abgegeben und ist nun assoziiertes Mitglied des Max-Planck-Instituts für Softwaresysteme in Saarbrücken.

## Forschung
In ihrer Forschung beschäftigt sich Valera mit insbesondere mit fairen und interpretierbaren Methoden des maschinellen Lernens. Im Jahr 2023 erhielt sie einen ERC Starting Grant des Europäischen Forschungsrats für ein Projekt mit dem Titel Society-Aware Machine Learning: The paradigm shift demanded by society to trust machine learning.